# Chondrite CY
Les chondrites CY (type Yamato) sont un groupe de chondrites carbonées métamorphisées thermiquement. Bien qu'elles partagent des similitudes avec les chondrites CM et CI, les propriétés de ces météorites plaident en faveur d'une classification distincte : oxygène « lourd » (δ17O = 10 ‰, δ18O = 21 ‰, Δ17O = 0 ‰), abondance exceptionnellement élevée en sulfures (10–30 vol. %), faible abondance de l'hydrogène et du chlore. En 2025 on en dénombre 12, la plupart récoltées sur le glacier Yamato (en), en Antarctique :
- six météorites à l'origine de la constitution du groupe CY sur la base de leurs compositions isotopiques en oxygène et de leurs caractéristiques pétrologiques[3] : Y 86029, Y 980115 et Y 82162 (d'affinité CI), et Y 86720, Y 86789 et B 7904 (d'affinité CM) ;
- six autres précédemment classées dans le groupe CI (Y 86737 et Y 980134) ou CM (Y 86770, Y 86771, Y 86772 et Y 86773).

Sur la base de l'abondance des éléments modérément volatils Mn et S, le groupe CY se divise en deux, le sous-groupe CYi présentant des concentrations similaires à celles des chondrites CI non antarctiques et le sous-groupe CYm présentant des concentrations intermédiaires entre celles des CI et des CM. Il est probable que chaque sous-groupe corresponde à un corps parent distinct.

## Pétrographie et minéralogie
Les chondrites CY ont accrété une faible proportion de chondres (15-20 surface %) avec des diamètres apparents légèrement plus grands, en moyenne (∼320–340 µm) que les chondrites CM. Contrairement aux CM, les CY enregistrent un épisode précoce de bréchification avant l'épisode principal d'altération aqueuse. L'activité fluide ultérieure a produit une gamme étendue d'altération dans les deux sous-groupes CY1 et CY2.
Les phyllosilicates des CY sont un mélange de serpentine et de saponite (dont de la saponite-Na), avec de faibles quantités de chlorite (dans les chondres). Une première génération de sulfures de fer s'est formée par sulfuration du métal et par précipitation à partir de fluides riches en soufre. Trois générations de carbonates sont reconnaissables : une génération précoce qui a comblé les vides laissés par la bréchification et a coprécipité avec le sulfure, une génération ultérieure qui a coprécipité avec la magnétite, et une génération finale contenant du fer et du magnésium, qui a formé de gros clastes (> 100 µm). Seuls les carbonates de première génération sont présents dans le sous-groupe CY2, tandis que les CY1 préservent les trois générations. Les phosphates se présentent sous forme de Ca-apatite (ou, plus rarement, d'apatite contenant du magnésium) et d'hydroxyapatite, dont la composition atteste d'une faible activité des halogènes dans les fluides d'altération. Les oxydes réfractaires (ilménite et Cr-spinelle) se présentent sous forme de précipités adhérant aux marges des phyllosilicates. Ils se sont formés tardivement dans la séquence d'altération et témoignent de conditions oxydantes. Au cours des derniers stades de l'altération aqueuse, les sulfures de fer ont été remplacés par de la magnétite.
Le métamorphisme thermique (stade II-IV : ∼300 à 750 °C) a surimprimé l'altération aqueuse, entraînant la déshydratation et la recristallisation de la matrice de phyllosilicates, et la décomposition de certaines phases carbonatées. La plupart des grains de sulfure de fer ont survécu au chauffage sans se décomposer, car la décomposition partielle initiale de la pyrrhotite en troïlite en système fermé a conduit à une forte fugacité de S2 et son effet stabilisant. Des réactions rétrogrades entre le gaz S2 piégé et le métal et la magnétite ont formé une génération finale de sulfures de fer. La survie des sulfures de fer et leurs compositions stœchiométriques en troïlite témoignent d'un réchauffement en système quasi fermé. L'analyse de la matière organique par spectroscopie Raman appuie l'interprétation d'un réchauffement de courte durée (de quelques minutes à quelques jours), à des températures maximales comprises entre 750 et 900 °C. Un impact cosmique est ainsi la cause la plus probable du réchauffement métamorphique.